# The Sheriff's Baby
The Sheriff's Baby is een stomme film uit 1913 onder regie van D.W. Griffith.

## Rolverdeling
| Acteur              | Personage |
| ------------------- | --------- |
| Alfred Paget        |           |
| Henry B. Walthall   |           |
| Harry Carey         |           |
| Lionel Barrymore    |           |
| John T. Dillon      |           |
| Kate Bruce          |           |
| Robert Harron       |           |
| Dorothy Bernard     |           |
| Donald Crisp        |           |
| Charles Hill Mailes |           |
| Joseph McDermott    |           |